# 5179 Takeshima
5179 Takeshima è un asteroide della fascia principale. Scoperto nel 1989, presenta un'orbita caratterizzata da un semiasse maggiore pari a 2,3109448 UA e da un'eccentricità di 0,0470635, inclinata di 6,28303° rispetto all'eclittica.